# 後座力

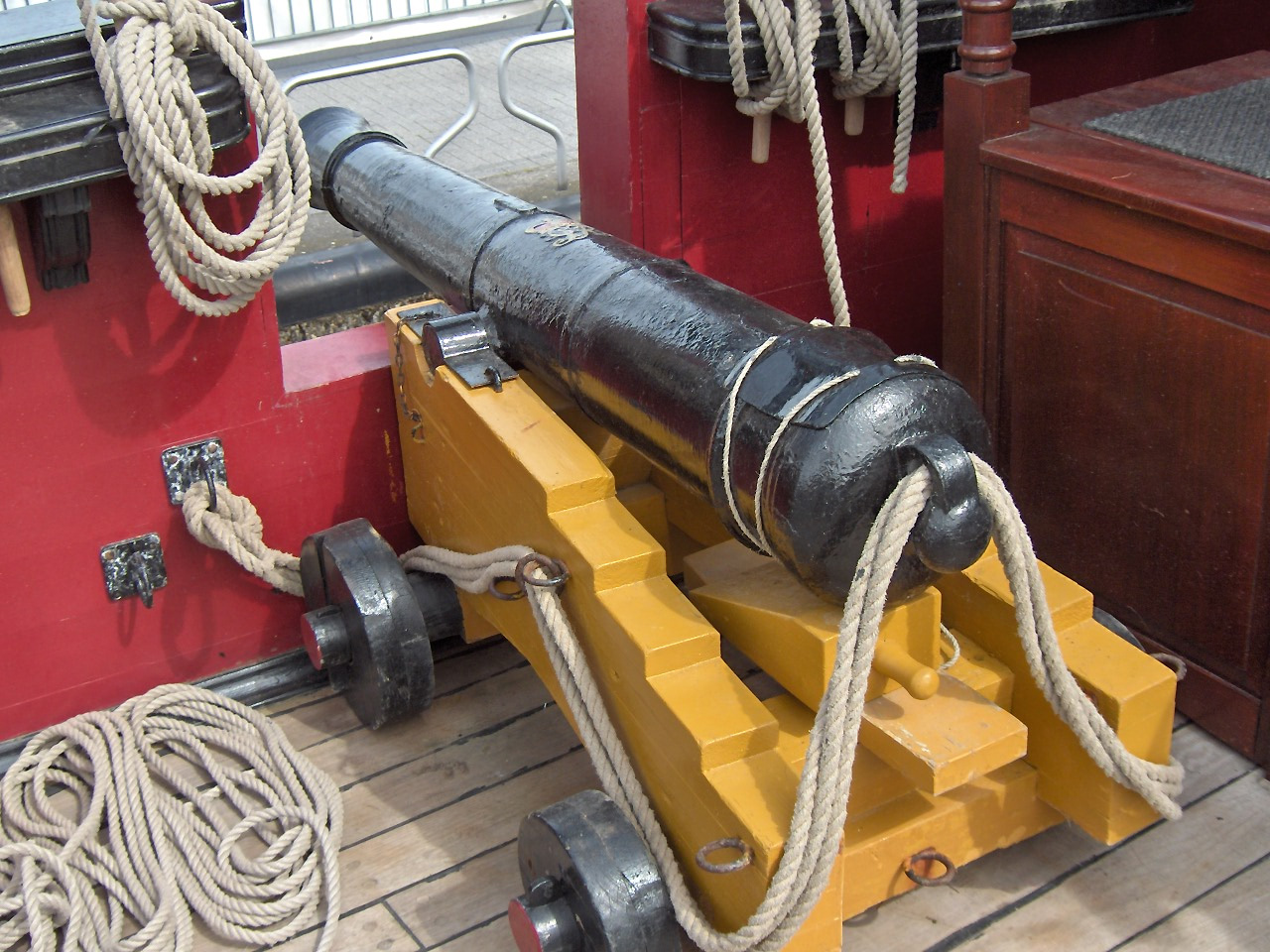
早期海軍艦砲以短距離的火砲後移來抵消強大的後座力

後座力，通常是指槍砲發射時產生的瞬間後退力量。
後退動量相等於槍的質量乘上槍後退的速度。後座力所生的能量是可以利用動量守恆定律算出來，不過一般都是採直接測量。
小口徑武器的後座力通常由射手的身體吸收，非手持重型武器的後座力則由搭載底座承受。

## 不同彈藥的後座力比照
- 以格洛克22手槍作測試，空槍重1.43磅：
  - 9 mm Luger - 後座力脈衝.78ms- 後座力速度17.55ft/s - 後座力能量6.84ft·lbf
  - .357 SIG - 後座力脈衝1.06ms- 後座力速度23.78ft/s - 後座力能量12.56ft·lbf
  - .40 S&W - 後座力脈衝.88ms- 後座力速度19.73ft/s - 後座力能量8.64ft·lbf

- 以S&W .44 Magnum作測試，7.5寸槍管，空槍重3.125磅：
  - .44麥格農 - 後座力脈衝1.91ms- 後座力速度19.69ft/s - 後座力能量of 18.81ft·lbf

- 以S&W 460作測試，7.5寸槍管，空槍重3.5磅：
  - .460 S&W Magnum - 後座力脈衝3.14ms- 後座力速度28.91ft/s - 後座力能量45.43ft·lbf

- 以S&W 500作測試，4.5寸槍管，空槍重3.5磅：
  - .500 S&W Magnum - 後座力脈衝3.76ms- 後座力速度34.63ft/s - 後座力能量65.17ft·lbf

## 相關資訊
- 後座力緩衝墊
- 槍口制退器
- 無後座力炮
- 後座作用

## 外部參考
- 後座力